# Teatre d'operacions de la Mar Mediterrània (1914-1918)
|  | Aquest article tracta sobre la Primera Guerra Mundial. Si cerqueu la Segona Guerra Mundial, vegeu «Batalla de la Mediterrània». |

El Teatre d'operacions de la Mar Mediterrània va ser l'escenari de moltes batalles en la mar Mediterrània entre les forces navals de les Potències Centrals i de la Triple Entesa durant la Primera Guerra Mundial. Cap dels contendents va poder establir fermament el seu domini en aquest mar malgrat els esforços que van realitzar.

## Les forces en el camp de batalla

### La Triple Entesa

#### La Regia Marina
Quan van esclatar les hostilitats amb Àustria-Hongria, el Regne d'Itàlia tenia en la seva flota (Regia Marina) sis vaixells de guerra classe dreadnought, el prototip del Dante Alighieri, el Giulio Cesare, el Conte di Cavour, el Leonardo da Vinci (classe Cavour), l'Andrea Doria, el Caio Duilio (classe Doria) i el Benedetto Brin (classe Regina Margherita). Aquesta flota tenia la seva base a Tàrent i estava sota el comandament de Luigi di Savoia-Aosta.

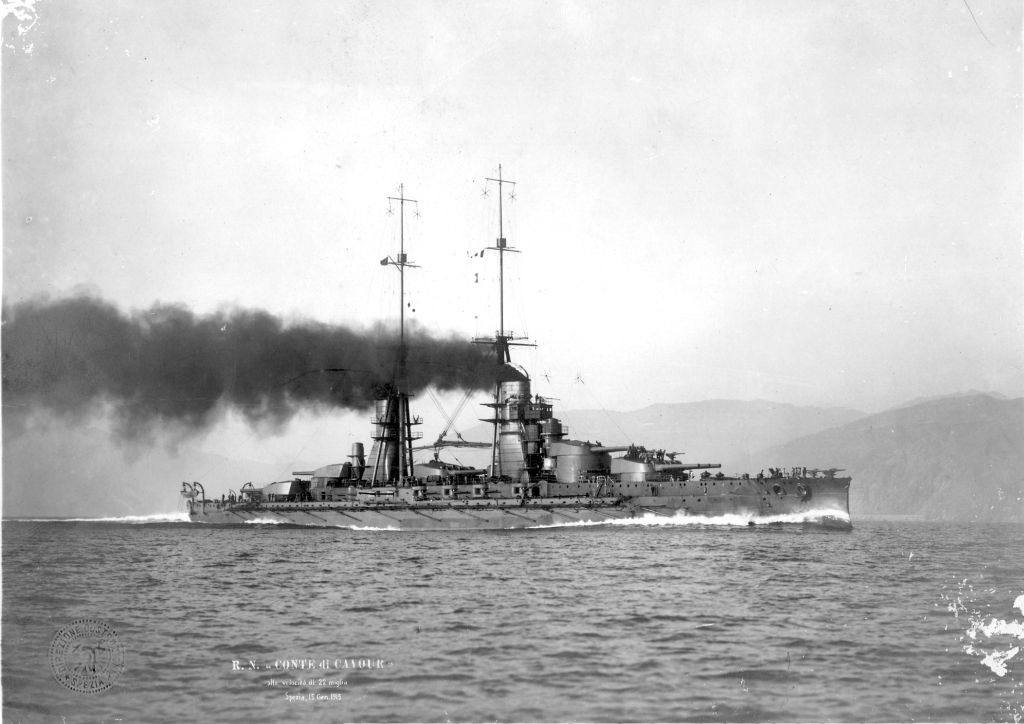
Conte di Cavour (1911)

Durant tot el conflicte, l'armada italiana va concentrar tots els seus esforços en la lluita contra l'enemic austríac en la mar Adriàtica, que es va traduir en una sèrie d'operacions navals en un esforç de les dues parts per superar al seu oponent de qualsevol manera, amb bombardejos a la costa, la guerra submarina i la nova arma italiana representada pel MAS (Motoscafo Armato Silurante), que va tenir un èxit considerable (incloent-hi els mitjans de comunicació) durant la guerra.
L'armada italiana va mantenir una actitud passiva durant la primera part del conflicte sense realitzar cap ofensiva important, encara que va perdre el Benedetto Brin (27 de setembre de 1915) i el Leonardo da Vinci (2 d'agost de 1916) a causa de dues explosions es va produir dins dels dos cuirassats, encara que alguns historiadors parlen de sabotatges d'Àustria-Hongria).
Els italians van desenvolupar durant l'última part de la guerra una nova arma que permetia incursions victorioses contra vaixells molt més grans, el MAS (Motoscafo Armato Silurante), que comandat per Luigi Rizzo va causar l'enfonsament dels cuirassat SMS Wien i el SMS Szent István a l'illa de Premuda al desembre de 1917.
També van desenvolupar una altra arma més petita i insidiosa, el SLC (Siluro a Lenta Corsa), un minisubmarí que permetia a dos operadors bussejar per a dur a terme accions contra les naus enemigues i que va permetre als oficials Raffaele Rossetti i Raffaele Paolucci colar-se al port de Pula a l'1 de novembre de 1918 i enfonsar el SMS Viribus Unitis, el vaixell insígnia de la flota austro-hongaresa .

#### La Marine Nationale
L'armada francesa (Marine Nationale) es va involucrar de forma marginal en la mar Mediterrània, ja que estava concentrada en la campanya dels Dardanels, en l'ofensiva del Canal de Suez i en la campanya del Sinaí i Palestina. Les unitats lleugeres estaven donant suport al bloqueig del canal d'Òtranto i escoltant les tropes que es desplaçaven entre el nord d'Àfrica i França. La flota estava sota el comandament d'Auguste Boué de Lapeyrère.

#### La Royal Navy
L'armada britànica (Royal Navy) es va dedicar a la mediterrània a la caça del SMS Goeben tan aviat com va esclatar la guerra amb diverses unitats situades en les bases de Gibraltar, Malta i d'Alexandria per a protegir la ruta de la Mediterrània, vital per a la connexió entre la metròpoli i les seves colònies d'orient. Les unitats angleses més pesades van arribar a la Mediterrània durant la campanya dels Dardanels, però després de l'entrada d'Itàlia a la guerra, diverses unitats lleugeres i una divisió de creuers pesats es van establir a Bríndisi, que junt amb altres vaixells armats van realitzar el bloqueig del canal d'Òntranto i van garantir el manteniment de les xarxes antisubmarines situades al llarg del canal d'Òtranto. Aquesta flota va establir la seva base a Malta, sota el comandament d'Archibald Berkeley Milne.

### Les Potències Centrals

#### La k.u.k Kriegsmarine

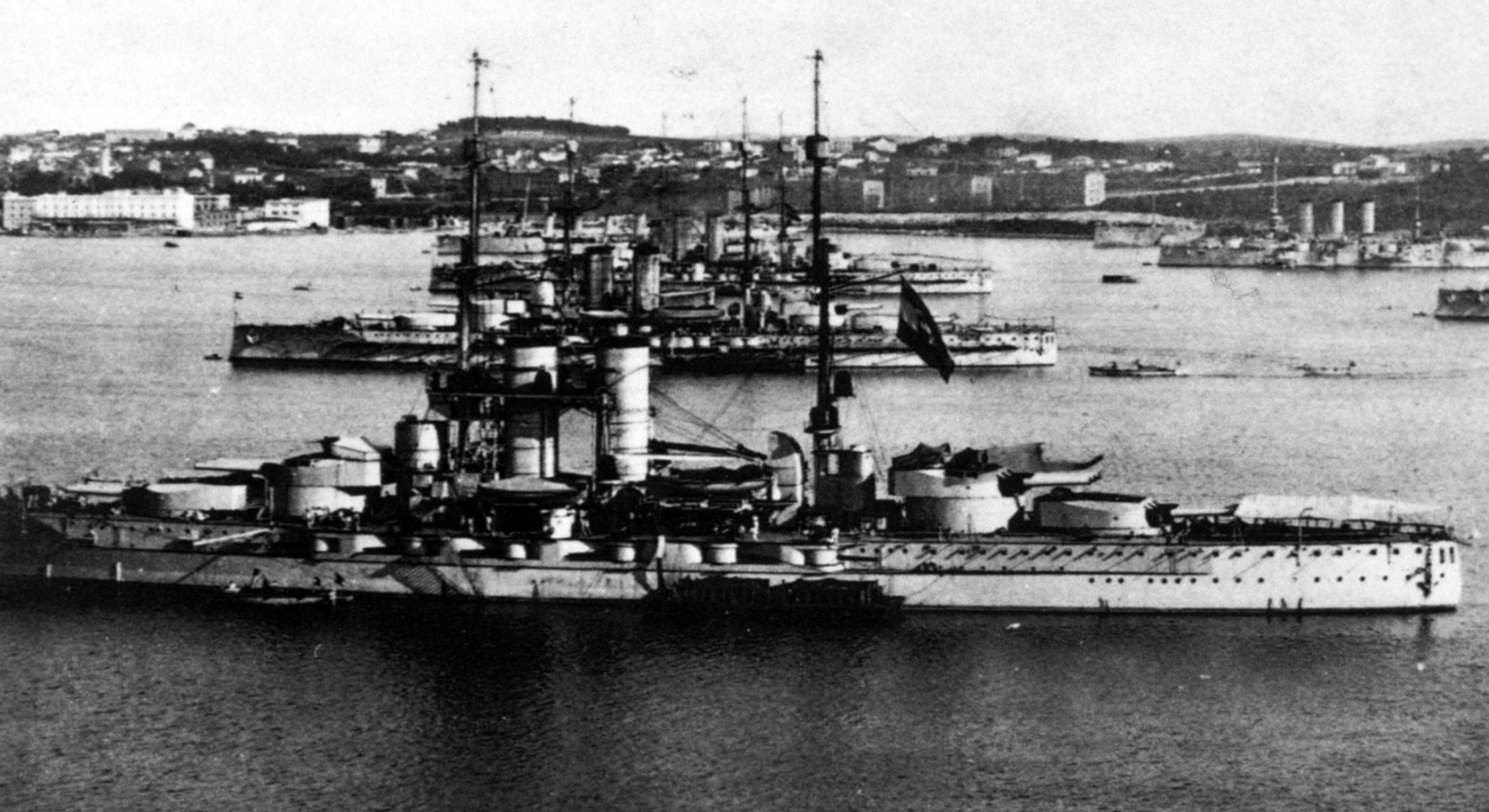
Flota de la k.u.k.K en el port de Pula

L'Imperi Austrohongarès tenia una flota (kaiserliche und königliche Kriegsmarine, k.u.k.K) de mida mitjana quan va esclatar la guerra, però posseïa una sortida al mar insignificant (aproximadament des de Trieste fins a Kotor) en comparació amb la immensitat del seu imperi. A més, no tenia ni colònies ni bases navals fora d'aquesta franja de costa, i a pocs quilòmetres estaven les costes italianes ben protegides de l'enemic i de la seva flota.
L'armada austrohongaresa tenia quatre cuirassats de la classe Tegetthoff i un altre més vell de la classe predreadnought del tipus Radetsky, un bon nombre de creuers lleugers de la classe Helgoland i un destructor modern de la classe Tatra, així com un nombre de submarins, però a causa del bloqueig del canal d'Òtranto per part de la flota enemiga, els alemanys gairebé van ser incapaços d'arribar amb pocs submarins per a reforçar les bases dels seus aliats, un dels quals es van enfonsar el creuer italià Amalfi el 1915. Tenia la seva base a Pula i estava sota el comandament d'Anton Haus.

#### La Kaiserliche Marine
La flota de l'Imperi Alemany (Kaiserliche Marine) en la Mediterrània només es va limitar a l'ús dels U-Boot, ja que el bloqueig de Gibraltar per part dels anglesos impedia l'entrada d'unitats de superfície. Els únics vaixells de superfície a la Mediterrània eren els quals estaven presents en l'inici de les hostilitats, el SMS Goeben i el SMS Breslau, però aviat va formar part de l'armada turca (augmentant significativament el seu potencial d'acció) encara que es van mantenir comandament i la tripulació alemanya. La flota estava comandada per Wilhelm Anton Souchon.

#### L'Osmanlı Donanması
L'armada de l'Imperi Otomà (Osmanlı Donanması) tenia diverses unitats lleugeres i alguns submarins per a col·locar de mines, però poques unitats de batalla, excepte dos cuirassats obsolets de la classe Brandenburg comprats a l'Imperi Alemany el 1910: el Turgut Reis i el Barbaros Haireddin. Els turcs van tenir una important actualització amb l'arribada del SMS Goeben i del SMS Breslau, que van ser especialment una amenaça en la mar Negra evitant que la flota de l'Imperi Rus (Voenno-morskoj flot Rossijskoj Imperii) s'unís amb les flotes aliades a la Mediterrània.

## Batalles

### 1914
Les gran potències bel·ligerants es van veure obligades a utilitzar la mar Mediterrània des del principi de la guerra. França escortava les flotes aliades a través de la mar Mediterrània per a la defensa de les incursions enemigues i diversos bucs britànics van ser enviats a Malta per a enfortir la flota britànica a la Mediterrània. Mentrestant Alemanya va iniciar «oficialment» les hostilitats al mar quan el creuer de batalla SMS Goeben i el creuer lleuger SMS Breslau van bombardejar la ciutat francesa de Bizerta (en l'actual Tunísia) .
El Kaiser Guillem II de Prússia havia ordenat que, en cas de guerra, els capitans del SMS Goeben i el SMS Breslau haurien de decidir entre realitzar incursions a la Mediterrània occidental per a impedir el trànsit de tropes franceses del nord d'Àfrica a Europa, o intentar travessar l'estret de Gibraltar i tornar a aigües alemanyes a través de l'Atlàntic. El 3 d'agost de 1914, les dues naus es dirigien cap a Algèria quan el contraalmirall Wilhelm Souchon va rebre la notícia de la declaració de guerra a França. Seguint les ordres del Kaiser, el SMS Goeben va bombardejar el port de Philippeville (actualment Skikda, Algèria) durant uns 10 minuts en el matí del 3 d'agost, mentre que el SMS Breslau atacava Bône (actualment Annaba). A continuació, els almiralls Alfred von Tirpitz i Hugo von Pohl van rebre ordres secretes de dirigir-se cap a Constantinoble, en contrast amb la voluntat del Kaiser i sense el seu coneixement.
Souchon es va dirigir primer cap a Messina, ja que el SMS Goeben necessitava proveir-se de carbó per a arribar a Constantinoble. Durant el viatge, les dues naus es van creuar amb dos creuers de batalla britànics, el HMS Indefatigable i el HMS Indomitable, però Alemanya encara no havia declarat la guerra a la Gran Bretanya i no van realitzar cap hostilitat. Malgrat això, els britànics van tractar de perseguir als vaixells alemanys però Souchon va ser capaç de superar en velocitat i arribar a Messina el 5 d'agost.

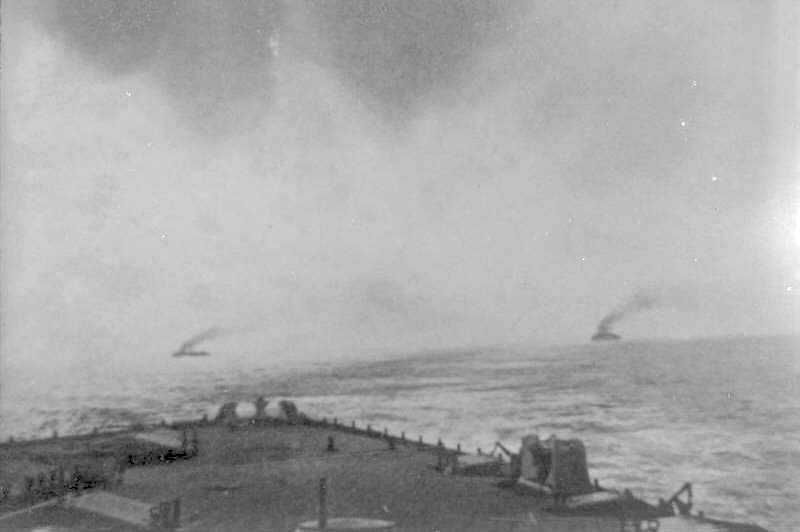
Un vaixell de l'Armada britànica, mentre persegueix els dos vaixells alemanys (1914)

El subministrament a Messina es va complicar per la declaració de neutralitat d'Itàlia que havia anunciat el 2 d'agost. Segons el dret internacional, els vaixells bel·ligerants només podien quedar-se 24 hores en un port neutral. Les autoritats italianes del port de Messina es van mostrar complaents i van permetre al SMS Goeben i el SMS Breslau romandre en el port durant unes 36 hores, mentre el subministrava carbó d'uns vaixells mercants alemanys. Les reserves de carbó de SMS Goeben no van ser suficients per a arribar a Constantinoble i Souchon va organitzar una reunió amb un altre punt de suministre de carbó en la mar Egea. La flota francesa es va mantenir a la Mediterrània occidental seguint les directrius de l'almirall Augustin de Boué La Peirèra, comandant de la flota francesa de la Mediterrània, que estava convençut que Souchon tractaria de fugir cap a l'Atlàntic o arribar al port austríac de Pula.
La flota alemanya va salpar de Messina el 6 d'agost i es va dirigir cap a la Mediterrània oriental. Els dos creuers de batalla britànics eren a 100 milles de distància mentre que un tercer creuer, el HMS Inflexible, s'estava subministrant de carbó al port de Bizerta. L'única força naval britànica que estava ubicada a la ruta d'en Souchon va ser la 1st Cruiser Squadron (la 1a esquadrilla de creuers) formada per quatre creuers cuirassats: HMS Defence, l'HMS Black Prince, HMS Duke of Edinburgh i el HMS Warrior, sota el comandament del contraalmirall Ernest Troubridge.
La flota alemanya es va dirigir inicialment cap a la mar Adriàtica per a enganyar als perseguidors i van aconseguir confondre a Troubidge, que va navegar fins al començament de l'Adriàtica. Troubridge va fer marxa enrere després d'adonar-se del seu error i va ordenar al creuer lleuger HMS Dublin i a dos destructors llançar un atac contra els vaixells alemanys. Els guaites del SMS Breslau van albirar als atacants i en la foscor van poder escapar de l'atac sense ser descoberts.
Troubridge va deixar la persecució el 7 d'agost, convençut que qualsevol atac contra el SMS Goeben, armat amb canons de 280 mm, hauria portat als seus creuers cuirassats antiquats a un suïcidi. La ruta de Souchon cap a Constantinoble va esdevenir evident.
El SMS Goeben es va proveir de carbó a l'illa de Donusa, propera a Naxos. A la tarda del 10 d'agost, els dos vaixells van entrar en els Dardanels. Van ser rebuts per una escorta d'honor que els va portar a l'interior de la Mar de Màrmara. Per a superar les limitacions de la condició de país neutral de l'Imperi Otomà, el 16 d'agost Alemanya va traslladar els dos vaixells a l'armada otomana. Al 23 de setembre, Souchon va acceptar el comandament de l'armada otomana. El SMS Goeben va ser rebatejat amb el nom de Yavuz Sultan Selim i el SMS Breslau amb Midilli; les seves tripulacions alemanyes es van posar els uniformes otomans i el fes. Els dos vaixells van ser utilitzats contra la flota russa de la mar Negra i van representar una amenaça constant per a les operacions aliades a la mar Mediterrània i a la mar Negra.

### 1915

#### El bloqueig del canal d'Òtranto

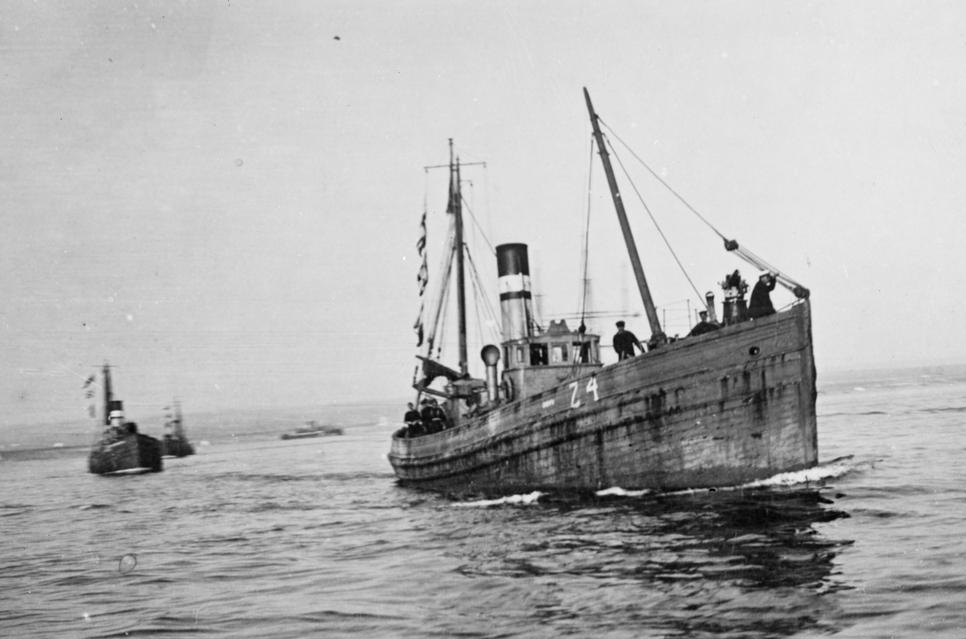
Vaixells pesquers britànics abandonen la seva base de l'Adriàtica per a participar en el bloqueig del canal d'Òtranto.

Amb l'entrada del Regne d'Itàlia a la guerra el 1915 al costat de la Triple Entesa, la principal estratègia de les forces aliades era bloquejar el canal d'Òtranto per a evitar que la flota enemiga de la mar Adriàtica pogués sortir a la mar Mediterrània i limitar així el seu moviment. Les principals bases austro-alemanyes a la mar Adriàtica es trobaven a Pula (Istria) i a Kotor (Dalmàcia meridional).
Es va fortificar la zona amb la instal·lació de nombroses bateries costaneres anti-vaixell i amb barreres per a evitar que l'enemic pogués travessar l'estret canal. Malgrat això, alguns submarins austríacs i alemanys van forçar el bloqueig i durant la guerra van ser capaços d'infligir algunes pèrdues de vaixells dels aliats, incloent dos creuers cuirassats, cinc destructors i dos submarins, així com danys menors a molts vaixells i l'enfonsament d'un vaixell de càrrega.
Conjuntament es va adoptar una estratègia similar amb els vaixells de les potències centrals estacionades a Turquia dintre de la zona d'Istanbul i de la mar Egea, que va permetre als aliats una navegació relativament segura a la Mediterrània i que era molt important per als aliats, ja que els permetia mantenir obertes les seves vies de subministrament (amb Egipte, per exemple), per evacuar l'exèrcit serbi després de la invasió d'Àustria, i fins i tot organitzar una operació de desembarcament amfibi massiu a Gallipoli el 1915 i a Tessalònica el 1916.

#### La campanya dels Dardanels

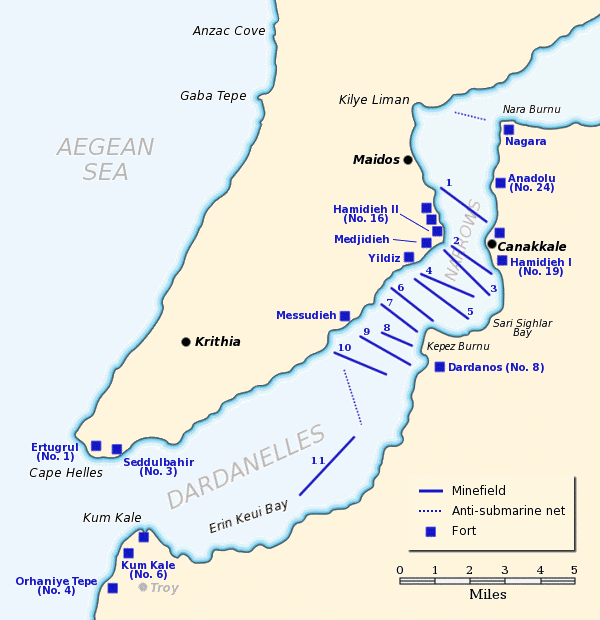
La defensa turca en l'estret dels Dardanels (1915)

El principal esdeveniment en la mar Mediterrània durant el 1915 va ser l'intent de la flota de la Triple Entesa de realitzar un desembarcament massiu als Dardanels per a neutralitzar les forces turques i permetre a les seves flotes accedir a la mar Negra. D'aquesta manera podria obrir un altre front, donar suport a Rússia i envoltar l'Imperi Otomà per a donar-li el cop final.
La batalla de Gallipoli es va perllongar durant la major part de l'any, però no va tenir èxit. L'assalt naval inicial va ser impedit per l'artilleria de les fortificacions col·locades al llarg de les costes i les barreres de mines col·locades al llarg de la costa de tot l'estret va provocar l'enfonsament d'algunes unitats anglo-frances. En el següent assalt, la infanteria va ser sagnantment repel·lida pels turcs i no es va poder assolir cap dels objectius inicials dels aliats. La campanya va ser un èxit per als turcs, que victoriosament van rebutjar tots els atacs i es va unir sota el lideratge de Mustafa Kemal, el futur Atatürk.

#### Campanya de la mar Adriàtica
Immediatament després de la seva entrada a la guerra, la flota austro-hongarèsa va començar a realitzar missions agosarades contra objectius civils d'importància estratègica (ports, aqüeductes, estacions de ferrocarril, fars...) de la costa italiana, ja que la costa de l'Adriàtica estava poc protegida, ja que Itàlia i Àustria-Hongria eren aliats i no tenia sentit la necessitat d'enfortir les places i defensa costanera marítima (que va ser dissenyada per a defensar-se dels francesos). En particular van ser atacades les àrees entre Ancona i Rímini. Després d'aquests atacacs, la Regia Marina va establir un servei de trens armats amb peces de gran calibre i de tir ràpid. Cadascun d'ells protegia un tram de costa junt amb els camps de mines, torpediners, avions i vaixells lleugers, de les accions perilloses de la k.u.k. Kriegsmarine.

### 1916
Al 2 d'agost de 1916 hi va haver una gran explosió en el cuirassat italià Leonardo da Vinci, que es trobava al port de Tàrent. El vaixell es va enfonsar en aigües poc profundes i van morir 249 homes. Després de la guerra es va iniciar l'operació de recuperació del vaixell però, a causa de les limitacions pressupostàries i de l'evolució dels armaments navals, la nau va ser desballestada. Aquest fet va tenir gran ressò en la premsa italiana, que va acusar Àustria de sabotatge malgrat que mai ho va confirmar ni rebutjar. La causa de l'explosió mai va ser verificada però va tenir una influència considerable en la propaganda de cada bàndol.

### 1917
L'Imperi Japonès, aliat de l'Imperi Britànic, va enviar un total de 14 destructors a la Mediterrània a partir d'abril de 1917, proporcionant una ajuda eficaç en l'escorta de combois i com a patrulla antisubmarina. Més endavant, Grècia també va participar en operacions navals en suport de les operacions a Palestina i a Macedònia.
Amb el col·lapse de l'Imperi Rus, Alemanya va obtenir el control complet de la mar Negra però mai va ser capaç de sortir de la mar Egea. Es va intentar trencar aquest bloqueig però unes mines van causar danys als vaixells SMS Goeben i SMS Breslau. El capità del SMS Breslau va ser capaç d'encallar el vaixell abans que s'enfonsés i el SMS Goeben no va sofrir grans danys, i van poder tornar a entrar al servei després de la guerra.

#### Les operacions en l'Adriàtic
Després de Gallipoli, l'única batalla naval significativa es va dur terme el 15 de maig de 1917, quan tres creuers austríacs al comandament del capità Miklós Horthy van realitzar una sèrie d'atacs contra vaixells de transport italians i britànics que estaven evacuant l'exèrcit de Sèrbia a prop de Vlorë, Albània,

#### La guerra submarina
El gener de 1917, després de la decisió d'implementar una guerra submarina sense restriccions, el govern de Berlín va enviar una delegació a Viena per a aconseguir el suport d'Àustria. D'aquesta manera, els submarins alemanys podien atacar els vaixells italians sense ocultar la seva identitat.
Les pèrdues de l'Entesa va tenir un màxim a l'abril de 1917 quan les potències centrals posseïen 28 submarins, operant sempre almenys deu d'ells al mar. Cap submarí va ser enfonsat mentre que es van enfonsar 94 vaixells en només un mes. Mentrestant, l'armada italiana va començar a organitzar els primers combois amb el britànics al llarg de la ruta Alexandria-Malta al maig de 1917.

### 1918

#### Els enfonsaments del SMS Szent István i del SMS Viribus Unitis
Una altra acció notable va ocórrer al juny del 1918 quan el capità Luigi Rizzo va enfonsar el cuirassat SMS Szent István amb el seu MAS, i al novembre del 1918 quan va ser enfonsat el SMS Viribus Unitis.

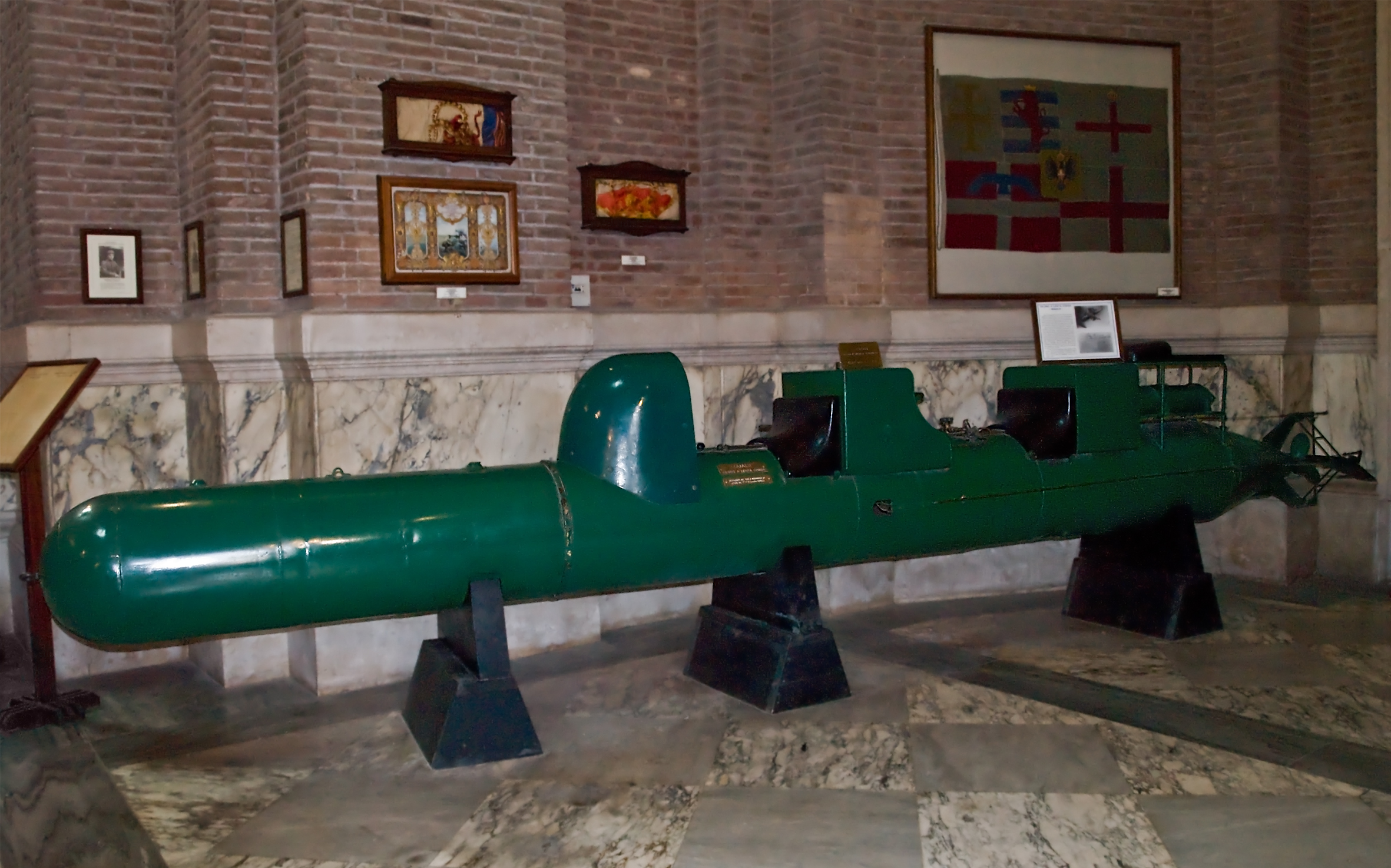
Siluro a Lenta Corsa (SLC). Museu Sacrario delle Bandiere delle Forze Armate al Vittoriano (Roma, Italia).

Durant una missió de patrulla i dragatge en la part superior de l'Adriàtica, el MAS 15 i el MAS 21, comandats pel capità de corbeta Luigi Rizzo i per l'alferes de navili Giuseppe Aonzo van arribar a prop de l'illa de Premuda on hi havia una força naval composta pels cuirassats austríacs SMS Szent István i el SMS Tegetthoff escortats per alguns destructors. Els dos MAS van atacar els dos cuirassats; el MAS de Luigi Rizzo va atacar el SMS Szent István fins que el va esfonsar i el MAS de Giuseppe Aonzo també va donar en el blanc, però els dos torpedes no van explotar.
El SMS Viribus Unitis va ser enfonsat l'1 de novembre de 1918, a només tres dies abans del final de la guerra a Itàlia, per una acció audaç dels oficials italians Raffaele Rossetti i Raffaele Paolucci, que gràcies una nova arma de la flota italiana, el Siluro a Lenta Corsa (SLC, Torpede de Navegació Lenta), van ser capaços de col·locar a la quilla dels SMS Viribus Unitis 200 quilos d'explosius i que a les 06:44 del matí de l'1 de novembre van causar la mort de 300 mariners i l'enfonsament del vaixell de guerra al port de Pula. Després haver completat l'acció, els dos agents es van assabentar que la flota austríaca havia estat venuda a l'Estat dels Eslovens, Croats i Serbis a fi de no veure's afectada per les condicions de l'armistici.

#### La victòria de l'Entesa
Després de la guerra, les operacions navals no van finalitzar definitivament però ho van fer sense finalitats bèl·liques. Una flota aliada va ocupar Constantinoble després de la guerra fins al 1923, després de l'armistici de Mudros fins que la nova república de Turquia de Mustafa Kemal va recuperar el control de ciutat. La flota aliada va continuar intervenint a Rússia després del final de la guerra, portant forces expedicionàries i subministraments als exèrcits contrarevolucionaris al sud de Rússia.